# Michael Rentz
Michael Rentz (ur. 27 czerwca 1960) – niemiecki lekkoatleta specjalizujący się w skoku w dal. W czasie swojej kariery reprezentował Niemiecką Republikę Demokratyczną.
Największy sukces w karierze osiągnął w 1979 r. w Bydgoszczy, zdobywając wynikiem 7,72 m tytuł wicemistrza Europy juniorów w skoku w dal.